# 셸리 무어 캐피토
셸리 웰런스 무어 캐피토(영어: Shelley Wellons Moore Capito, 1953년 11월 26일 ~ )는 미국 공화당 소속의 정치인이다. 웨스트버지니아 하원의원을 지냈으며 현 하원 원내총무 자리에 있다.
캐피토 원내총무는 과거 KKK단 관련 단체의 행사에서 연설을 했다 하여 여야 안팎으로 비난받은 바가 있다.

## 역대 선거 결과
| 선거명      | 직책명                               | 대수  | 정당   | 득표율 | 득표수    | 결과 | 당락                           |
| ----------- | ------------------------------------ | ----- | ------ | ------ | --------- | ---- | ------------------------------ |
| 1996년 선거 | 하원의원 (웨스트버지니아 제30선거구) | 73대  | 공화당 | 7.37%  | 17,334표  | 7위  | 웨스트버지니아 주의원 당선     |
| 1998년 선거 | 하원의원 (웨스트버지니아 제30선거구) | 74대  | 공화당 | 9.02%  | 14,198표  | 3위  | 웨스트버지니아 주의원 당선     |
| 2000년 선거 | 하원의원 (웨스트버지니아 제2선거구)  | 107대 | 공화당 | 48.49% | 108,769표 | 1위  | 웨스트버지니아주 하원의원 당선 |
| 2002년 선거 | 하원의원 (웨스트버지니아 제2선거구)  | 108대 | 공화당 | 60.04% | 98,276표  | 1위  | 웨스트버지니아주 하원의원 당선 |
| 2004년 선거 | 하원의원 (웨스트버지니아 제2선거구)  | 109대 | 공화당 | 56.58% | 147,676표 | 1위  | 웨스트버지니아주 하원의원 당선 |
| 2006년 선거 | 하원의원 (웨스트버지니아 제2선거구)  | 110대 | 공화당 | 57.18% | 94,110표  | 1위  | 웨스트버지니아주 하원의원 당선 |
| 2008년 선거 | 하원의원 (웨스트버지니아 제2선거구)  | 111대 | 공화당 | 57.07% | 147,334표 | 1위  | 웨스트버지니아주 하원의원 당선 |
| 2010년 선거 | 하원의원 (웨스트버지니아 제2선거구)  | 112대 | 공화당 | 68.46% | 126,814표 | 1위  | 웨스트버지니아주 하원의원 당선 |
| 2012년 선거 | 하원의원 (웨스트버지니아 제2선거구)  | 113대 | 공화당 | 69.77% | 158,206표 | 1위  | 웨스트버지니아주 하원의원 당선 |
| 2014년 선거 | 상원의원 (웨스트버지니아 제3부)      | 114대 | 공화당 | 62.12% | 281,820표 | 1위  | 웨스트버지니아주 상원의원 당선 |
| 2020년 선거 | 상원의원 (웨스트버지니아 제3부)      | 117대 | 공화당 | 70.37% | 541,641표 | 1위  | 웨스트버지니아주 상원의원 당선 |